# Douglas Csima
Douglas Csima (ur. 28 listopada 1985 w Mississauga) – kanadyjski wioślarz, wicemistrz olimpijski, dwukrotny medalista mistrzostw świata. 

## Osiągnięcia
- Mistrzostwa Świata U-23 – Glasgow 2007 – ósemka – 7. miejsce
- Mistrzostwa Świata – Poznań 2009 – ósemka – 2. miejsce
- Mistrzostwa Świata – Bled 2011 – ósemka – 3. miejsce
- Igrzyska Olimpijskie – Londyn 2012 – ósemka – 2. miejsce